# Poeville (Nevada)
Poeville es un área no incorporada ubicada en el condado de Washoe en el estado estadounidense de Nevada.

## Geografía
Poeville se encuentra ubicado en las coordenadas 39°35′28″N 119°54′22″O / 39.59111, -119.90611.